# جزيرة ديلي
جزيرة ديلي وهي جزيرة من جزر إندونيسيا، وتقع في المحيط الهندي في إقليم بنتن.